# Tebaldo Ordelaffi
Tebaldo Ordelaffi (9 ottobre 1413 – Rimini, 23 luglio 1425), signore di Forlì, della nobile famiglia degli Ordelaffi.

## Biografia
Figlio di Giorgio Ordelaffi e di Lucrezia Alidosi, tenne la signoria dal 1423 fino alla morte, inizialmente, per volere del padre, sotto la tutela di Filippo Maria Visconti (come racconta Niccolò Machiavelli nella sua "Storia di Firenze").
Proprio la morte del padre Giorgio, quando Tebaldo Ordelaffi era ancora piccolo, offrì a Filippo Maria Visconti l'occasione di tentare la conquista della Romagna, nello stesso 1423. Scoppiò allora una guerra con Firenze, fermamente decisa a contrastarne le ambizioni. Venezia, dopo alcuni rovesci dei fiorentini e persuasa dal Conte di Carmagnola, decise di intervenire (1425) a loro favore. La guerra si spostava in Lombardia, mentre Filippo Maria Visconti cedeva al Papa Forlì e Imola.
Nel 1424, Tebaldo partecipò all'assedio del castello di Fiumana. L'anno seguente morì di peste (23 luglio 1425).